# قلعه‌نو حکیمی
قلعه‌نو حکیمی یا یارمحمدی
روستایی در دهستان همت‌آباد بخش مرکزی شهرستان بروجرد استان لرستان ایران است.

## جمعیت
بر پایه سرشماری عمومی نفوس و مسکن در سال ۱۳۹۵ جمعیت این روستا ۲۲۲ نفر (۶۸خانوار) بوده‌است.